# Alvorada d’Oeste
Alvorada d'Oeste – miasto i gmina w Brazylii, w stanie Rondônia. Znajduje się w mezoregionie Leste Rondoniense i mikroregionie Alvorada d'Oeste.